# 최대 신호 대 잡음비
최대 신호 대 잡음비(Peak Signal-to-noise ratio, PSNR)는 신호가 가질 수 있는 최대 전력에 대한 잡음의 전력을 나타낸 것이다. 주로 영상 또는 동영상 손실 압축에서 화질 손실 정보를 평가할 때 사용된다.
최대 신호 대 잡음비는 신호의 전력에 대한 고려 없이 평균 제곱 오차(MSE)를 이용해서 계산 할 수 있다.
{\displaystyle {\begin{aligned}{\mathit {PSNR}}&=10\cdot \log _{10}\left({\frac {{\mathit {MAX}}_{I}^{2}}{\mathit {MSE}}}\right)\\&=20\cdot \log _{10}\left({\frac {{\mathit {MAX}}_{I}}{\sqrt {\mathit {MSE}}}}\right)\\&=20\cdot \log _{10}\left({{\mathit {MAX}}_{I}}\right)-10\cdot \log _{10}\left({\mathit {MSE}}\right)\end{aligned}}}
여기에서 {\displaystyle {\mathit {MAX}}_{I}}는 해당 영상의 최댓값으로서, 해당 채널의 최댓값에서 최솟값을 빼서 구할 수 있다. 예를 들어 8bit 그레이스케일영상의 경우는 255 (255 - 0)이 된다.
로그스케일에서 측정하기 때문에, 단위는 db이며, 손실이 적을수록 높은 값을 가진다. 무손실 영상의 경우에는 MSE가 0이기 때문에 PSNR은 정의되지 않는다.

## 같이 보기
- 노이즈
- 신호 대 잡음비(SNR)